# Chrysopogon horni
Chrysopogon horni är en tvåvingeart som beskrevs av Hardy 1934. Chrysopogon horni ingår i släktet Chrysopogon och familjen rovflugor. Inga underarter finns listade i Catalogue of Life.